# Kindi (Kindi)
Pour les articles homonymes, voir Kindi.
Kindi est une commune située dans le département de Kindi, dont elle est le chef-lieu, de la province de Boulkiemdé dans la région Centre-Ouest au Burkina Faso.

## Géographie
Kindi se trouve à 35 km au nord-est de Koudougou et à environ 60 km à l'ouest de Ouagadougou.

## Démographie
| 2003   | 2006   | 2012 |
| ------ | ------ | ---- |
| 13 003 | 11 308 | -    |

## Santé et éducation
Kindi accueille un centre de santé et de promotion sociale (CSPS) tandis que le centre médical avec antenne chirurgicale (CMA) le plus proche se trouve à Nanoro.
La ville possède neuf écoles primaires publiques, deux centres permanents d'alphabétisation et de formation (CPAF) et le lycée départemental.